# Aaron Rodgers
Aaron Rodgers (Chico, Kalifornia, 1983. december 2. –) amerikai amerikaifutball-játékos, a New York Jets irányítója. Az egyetemi bajnokságban több rekordot is felállított. Az NFL történetének legjobb passzolási mutatója fűződik a nevéhez 98,4-es rating-gel.

## Pályafutása
2005-ben az első NFL-draft fordulóban 24.-ként választották ki. Aaron az első három évben csak kevés szerephez jutott Brett Favre mögött. Favre 2008-as márciusi visszavonulása után azonban ő lett az első quarterback a csapatban. Első ilyen meccsén csapata 24:19-es győzelmet aratott a Minnesota Vikings felett. Második meccsén a Detroit Lions ellen 300 yardot és 3 touchdownt ért el. 2008. október 31-én szerződést hosszabbított csapatával. A 2009-es szezon kiválóan sikerült számára, mindössze 7 interceptionja volt. Csapatával bejutottak a rájátszásba, ahol 51:45 arányú vereséget szenvedtek az Arizona Cardinals gárdájától. 2010-ben az Atlanta Falcons ellen 35 passzolási kísérletet produkált, ezzel 1505-re emelkedett passzolási kísérleteinek száma. Az Atlanta Falcons elleni 48:21-es siker alkalmával 36 passzából 31 sikeres volt és 3 touchdownt is elért. A Green Bay Packerssel sikerült bekerülniük a Super Bowl döntőjébe a Chicago Bears felett aratott 21:14-es győzelem után, amit sikerült is megnyerniük, a Pittsburgh Steelers gárdáját 31:25-re győzték le. Rodgers 3 touchdownt és 304 yardot ért el a mérkőzésen, amivel megválasztották a döntő legértékesebb játékosának.